# بيت أوبراين
بيت أوبراين (بالإنجليزية: Pete O'Brien)‏ هو لاعب كرة قاعدة أمريكي، ولد في 16 يونيو 1867 في شيكاغو في الولايات المتحدة، وتوفي في 30 يونيو 1937 في York, Illinois ‏ في الولايات المتحدة.

## وصلات خارجية
- بيت أوبراين على موقعبيزبول رفرنس.كوم (الدوري الرئيسي) (الإنجليزية)
- بيت أوبراين على موقعبيزبول رفرنس.كوم (الدوري الثانوي) (الإنجليزية)